# Unterseeboot 219
Le Unterseeboot 219 (ou U-219) est un sous-marin (U-Boot) allemand de type X.B utilisé par la Kriegsmarine pendant la Seconde Guerre mondiale, puis par la marine impériale japonaise.

## Historique
Le 219 est mis sur cale le 31 mai 1941 au chantier de Germaniawerft à Kiel sous le numéro 625, lancé le 6 octobre 1942 et entre en service le 12 décembre 1942 sous le commandement de Korvettenkapitän Walter Burghagen.
Après un temps d'entraînement initial à Stettin dans la 4. Unterseebootsflottille jusqu'au 30 juin 1943, l'U-219 intègre son unité de combat dans la 12. Unterseebootsflottille à Bordeaux. Avec l'avancée des forces alliées en France, pour éviter la capture, il rejoint en 1er octobre 1944 sa nouvelle affectation dans la 33. Unterseebootsflottille dans l'Océan Pacifique à Penang en Malaisie puis à Jakarta en Indonésie.
Partant de Bergen, sa première patrouille se passe dans l'Atlantique Sud, avec le deuxième groupe de meutes Monsun jusqu'à l'océan Indien à la fin de 1943. Ce groupe d'U-Boote ayant atteint Penang fait partie de la U-Flotte 33, également composée des U-848, U-849, U-850, U-177 et U-510. L'U-219 reçoit initialement la mission de poser des mines au large du Cap et de Colombo ; puis, quand le pétrolier ravitailleur d'U-Boote est détruit, l'U-219 sert au ravitaillement en mer du groupe. De ce groupe, seul l'U-510 reste sur l'île de Penang. Quant à l'U-219, il rejoint la France pour une mission de transport à Bordeaux.
Quittant sa base le 23 août 1944, sa mission est de transporter une cargaison comprenant douze fusées V-2 démontées pour le Japon réparties dans l'U-195 et lui-même. L'U-180 fait également partie de cette croisière.
L'U-180 sombre probablement dans l'estuaire de la Gironde à la suite du choc avec une mine. L'U-195 et l'U-219 parviennent à Jakarta en décembre 1944.
Après la reddition de l'Allemagne nazie, l'U-219 est réquisitionné le 8 mai 1945 à Jakarta par la marine impériale japonaise. Il est renommé I-505 à partir du 15 juillet 1945 et navigue alors sous pavillon japonais. Il est affecté à la 2e flotte expéditionnaire sud, sans jamais naviguer, faute d'équipage japonais disponible.
En juillet-août 1945, à Potsdam en Allemagne, les États-Unis, le Royaume-Uni et l'URSS créent une commission navale tripartite pour répartir entre eux les navires de la Kriegsmarine et de la marine marchande allemands capturés. Les "Trois Grands" conviennent que tous les sous-marins allemands "non alloués" qui se sont rendus doivent être coulés au plus tard le 15 février 1946.
Le 5 août 1945, à 20h05, un message du chef d'état-major de la 10e flotte de zone se lit comme suit: 
"Rapport sur les anciens sous-marins allemands. 
(1) État actuel. 
(a) Les équipages des I-501 et I-502 ont été instruits et les navires équipés, en grande partie par les Allemands. Les travaux d'armement sont sur le point de commencer et devraient être terminés d'ici la fin du mois. Ils seront alors prêts à prendre la mer dans un bref délai. Chaque sous-marin disposera de 16 torpilles.
(b) Les I-505 et I-506 ont terminé la formation de leurs équipages, et les coques et l'armement sont généralement satisfaisants. Le I-505 dispose d'un compartiment pour 30 mines dans lequel on peut charger environ 130 tonnes d'essence d'aviation. Le compartiment a été modifié pour l'arrimage de l'essence. En outre, il peut accueillir environ 35 tonnes de fret. Le I-506 est achevé à 60 % - - .
(2) Plans d'utilisation. 
(a) Les I-501 et I-502, lorsqu'ils seront prêts, seront utilisés pour le transport opérationnel (pétrole, etc.) vers les Andamans. Ensuite, il sera exploité dans le Pacifique, puis se rendra au Japon pour la modification des tubes de torpilles.
(b) Les I-505 et I-506, lorsque leurs équipages seront terminés, seront affectés au transport du pétrole et de cargaisons importantes dans la zone sud, en particulier vers l'Indochine française, les îles périphériques et Hong Kong. Toutefois, comme le I-506 - à remplacer, il devra être envoyé au Japon dès que possible".
Le 12 septembre 1945, le I-505 se rend aux forces alliées à Tanjung Priok.
Le 30 novembre 1945, il est retiré de la liste de la marine allemande. 
Le 15 décembre 1945, une note de service de la Commission navale tripartite (CNT) du vice-amiral Robert L. Ghormley, US Navy, au représentant britannique principal à la CNT, le vice-amiral Geoffrey J. A. Miles, Royal Navy, dit : "J'ai reçu l'ordre du chef des opérations navales de vous informer que la destruction du U-219 à Batavia, du U-195 à Surabaya, du U-181 et du U-862 à Singapour est considérée comme une responsabilité britannique".
Le 24 janvier 1946, à 14 h 11, l'Amirauté britannique envoie un message au vice-amiral Clement Moody, du Commandement en chef des Indes orientales de la Royal Navy, qui ordonne la destruction des quatre U-Boote de Singapour et de Java au plus tard à la date limite du 15 février 1946 fixée par le CNT.
Le 14 février 1946, à 9 h 45, le Commandement en chef des Indes orientales envoie un message "le plus immédiat" au NOIC Surabaya, copie au cuirassé HMS Sussex (96), qui se lit comme suit "Coulez le U-195 immédiatement et signalez-le quand il aura coulé. Aucun retard n'est acceptable. Accusez réception".
Le 3 février 1946 au sud du détroit de la Sonde à 13h40, le destroyer HNLMS Kortenaer (1945) (ex-HMS Scorpion (G72) britannique) de la Marine royale néerlandaise coule le I-505/U-219 par des tirs et des grenades sous-marines à la position géographique de 6° 31′ 00″ S, 104° 54′ 30″ E.

## Affectations successives
- 4. Unterseebootsflottille du 2 avril 1942 au 31 janvier 1943
- 12. Unterseebootsflottille du 1er février 1943 au 24 juin 1943
- 33. Unterseebootsflottille du 1er février 1943 au 24 juin 1943

## Commandement
- Korvettenkapitän Walter Burghagen du 12 décembre 1942 au 8 mai 1945

## Patrouilles
|       | Commandant       | Départ          | Départ       | Arrivée          | Arrivée      | Jours     | Succès |
| ----- | ---------------- | --------------- | ------------ | ---------------- | ------------ | --------- | ------ |
|       | Walter Burghagen | 5 octobre 1943  | Kiel         | 7 octobre 1943   | Kristiansand | 3 jours   |        |
|       | Walter Burghagen | 7 octobre 1943  | Kristiansand | 9 octobre 1943   | Bergen       | 3 jours   |        |
| 1     | Walter Burghagen | 22 octobre 1943 | Bergen       | 1er janvier 1944 | Bordeaux     | 72 jours  |        |
| 2     | Walter Burghagen | 23 août 1944    | Bordeaux     | 11 décembre 1944 | Batavia      | 111 jours |        |
| Total | Total            | Total           | Total        | Total            | Total        | 189 jours | 0 t    |

Nota: Les noms de commandants sans indication de grade signifie que leur grade n'est pas connu avec certitude à notre époque à la date de la prise de commandement.

## Navires coulés
L'Unterseeboot 219 n'a ni coulé ni endommagé de navire au cours des deux patrouilles (183 jours en mer) qu'il effectua.